# Waldorf (Rhénanie-Palatinat)
Pour les articles homonymes, voir Waldorf.
Waldorf est une municipalité allemande située dans le land de Rhénanie-Palatinat et l'arrondissement d'Ahrweiler.